# Monti del Karwendel
I Monti del Karwendel sono una sottosezione delle Alpi Calcaree Nordtirolesi.  Si trovano per la maggior parte in Austria (Tirolo) ed in Germania (Baviera). La vetta più alta è il Birkkarspitze che raggiunge i 2.749 m s.l.m..

## Classificazione

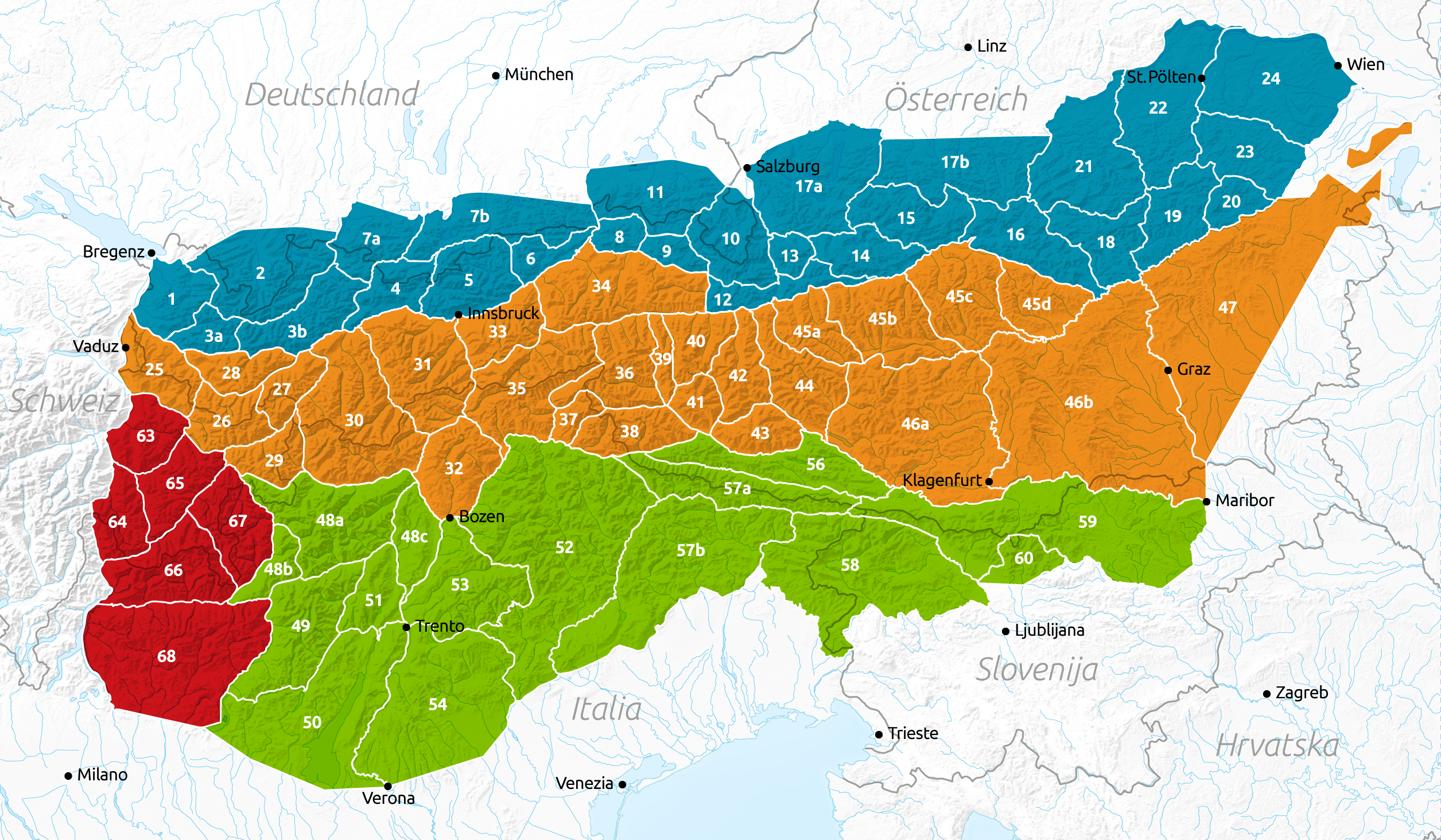
I Monti del Karwendel secondo l'AVE sono individuati dal numero 5.

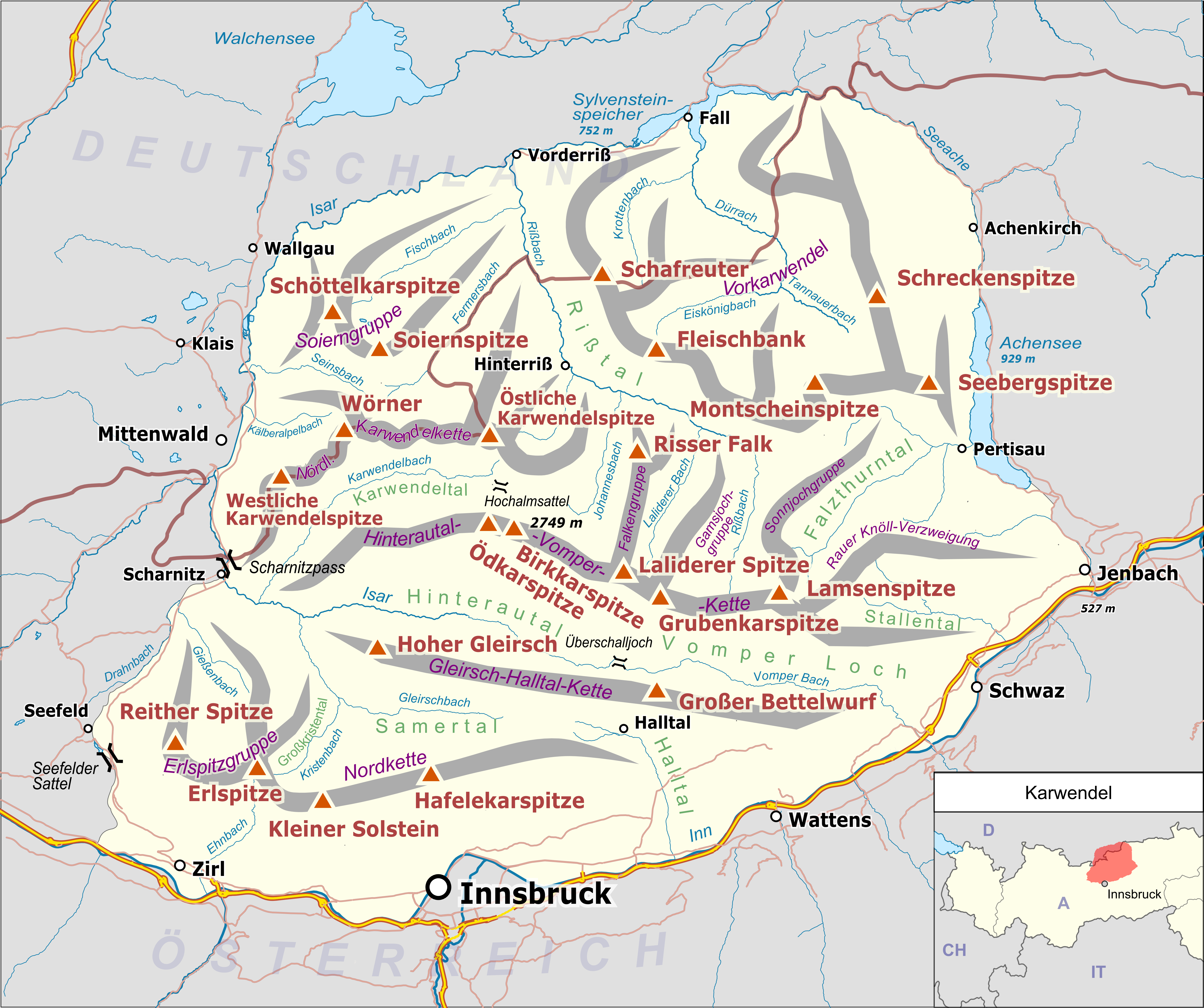
Cartina dettagliata del gruppo montuoso.

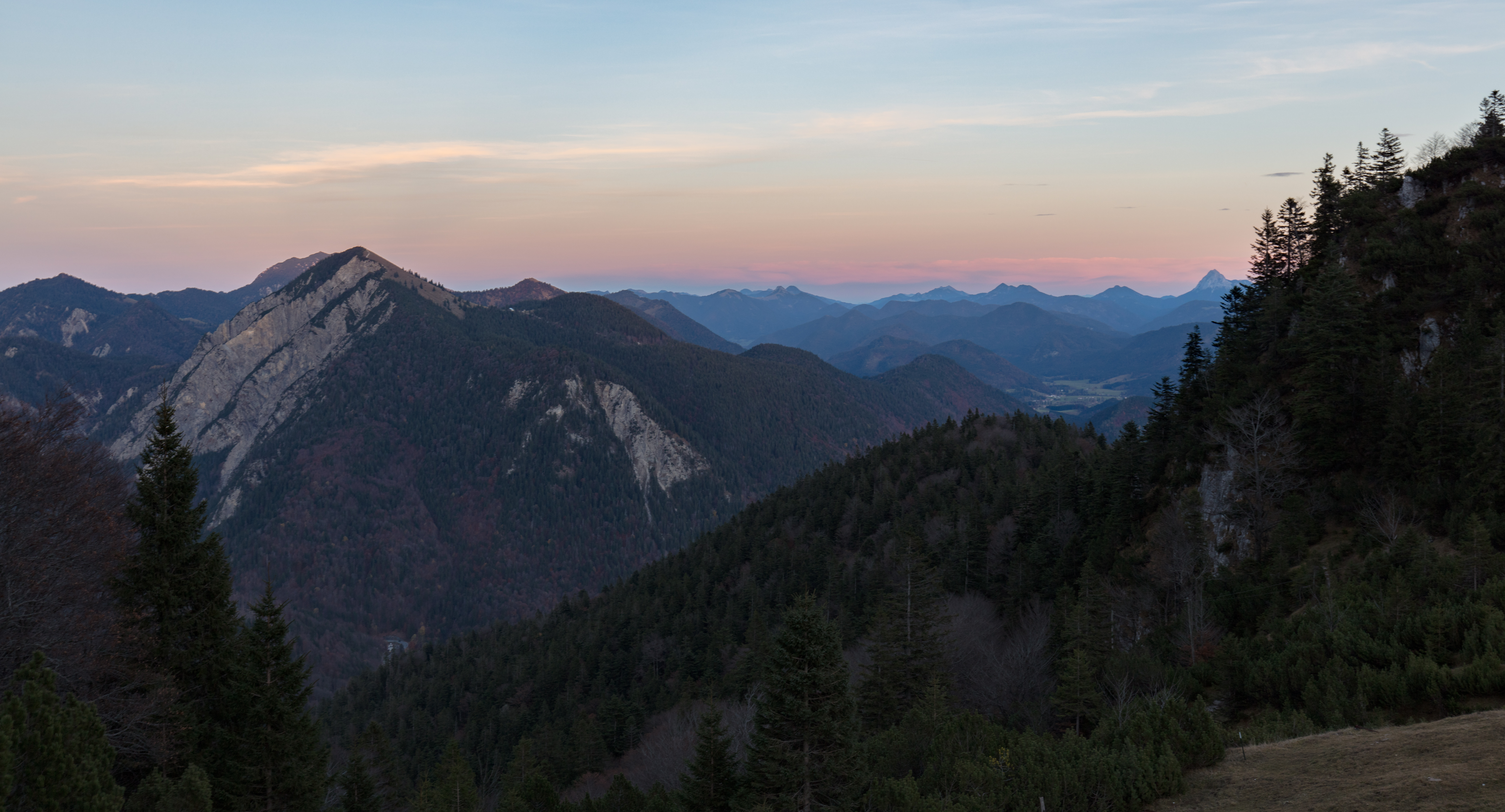
Vista lontana da nord (Herzogstand) dopo il tramonto

Secondo la SOIUSA i Monti del Karwendel sono una sottosezione con la seguente classificazione:
- Grande parte = Alpi Orientali
- Grande settore = Alpi Nord-orientali
- Sezione = Alpi Calcaree Nordtirolesi
- Sottosezione = Monti del Karwendel
- Codice = II/B-21.IV

Secondo l'AVE costituiscono il gruppo n. 5 di 75 nelle Alpi Orientali.

## Delimitazioni
Confinano:
- a nord-est con le Alpi del Mangfall (nelle Alpi Bavaresi),
- ad est con le Alpi di Brandenberg (nella stessa sezione alpina),
- a sud-est con le Prealpi del Tux (nelle Alpi Scistose Tirolesi),
- a sud-ovest con le Alpi dello Stubai (nelle Alpi Retiche orientali) e separate dal corso del fiume Inn,
- ad ovest con i Monti di Mieming e del Wetterstein (nella stessa sezione alpina),
- a nord-ovest con le Alpi del Wallgau (nelle Alpi Bavaresi).

## Suddivisione
I Monti del Karwendel, in accordo con le definizioni della SOIUSA, si suddividono in due supergruppi ed otto gruppi (tra parentesi i codici SOIUSA dei supergruppi, gruppi e sottogruppi):
- Massiccio del Karwendel p.d. (A)
  - Gruppo dell'Erlspitz (A.1)
  - Catena della Inntal (A.2)
  - Catena Cleiersch-Halltal (A.3)
  - Catena Hinterautal-Vomper  (A.4)
  - Catena del Karwendel (A.5)
  - Massiccio Falken-Gamsjoch-Sonnjoch (A.6)
    - Gruppo del Falken (A.6.a)
    - Gruppo del Gamsjoch (A.6.b)
    - Cresta del Sonnjoch (A.6.c)

  - Massiccio Rauhe-Knöll (A.7)
- Massiccio del Risser (B)
  - Gruppo del Soiern (B.8)
  - Promontorio del Karwendel (B.9)
    - Costiera Montschein-Schafreute (B.9.a)
    - Costiera Schrecken-Juffen (B.9.b)

## Vette
Vi sono circa 125 montagne che sorpassano i 2.000 metri. Le più importanti sono:
| - Birkkarspitze, 2749 m - Ödkarspitze central, 2745 m - Kaltwasserkarspitze, 2733 m - Grosser Bettelwurf, 2725 m - Grosser Lafatscher, 2696 m - Grosse Seekarspitze, 2679 m - Grubenkarspitze, 2663 m - Praxmarerkarspitze occidental, 2641 m - Kleiner Solstein, 2637 m - Kleiner Lafatscher, 2635 m - Speckkarspitze, 2621 m - Hintere Brandjochspitze, 2599 m - Hohe Warte, 2596 m - Breitgrieskarspitze, 2590 m - Laliderer Spitze, 2583 m - Jägerkarspitze méridional, 2579 m - Sonntagkarspitze, 2575 m - Pleisenspitze, 2569 m - Vordere Brandjochspitze, 2559 m - Hochnissl, 2546 m - Stempeljochspitze, 2543 m - Larchetkarspitze, 2541 m - Grosser Solstein, 2540 m - Karwendelspitze oriental, 2537 m - Vogelkarspitze, 2523 m - Lamsenspitze, 2508 m - Hoher Gleirsch, 2491 m - Wörner, 2476 m | - Sonnjoch, 2457 m - Gamsjoch, 2452 m - Erlspitze, 2404 m - Kuhkopf, 2399 m - Karwendelspitze occidental, 2385 m - Steinfalk, 2348 m - Hafelekarspitze, 2334 m - Freiungen occidental, 2332 m - Suntiger Spitze, 2321 m - Schaufelspitze, 2308 m - Frau Hitt, 2269 m - Soiernspitze, 2259 m - Rappenspitze, 2223 m - Rotwandlspitze, 2192 m - Brunnsteinspitze, 2180 m - Montscheinspitze, 2106 m - Schafreuter, 2105 m - Fleischbank, 2026 m - Grasbergjoch, 2020 m - Torkopf, 2012 m - Hölzelstaljoch, 2012 m - Kompar, 2011 m - Juifen, 1988 m - Schönalmjoch, 1986 m - Demeljoch, 1924 m - Plumsjoch, 1921 m - Dürrnbergjoch, 1835 m |